# Bjerkøya
Bjerkøya is een plaats en eiland in de gemeente Holmestrand in de Noorse provincie Vestfold. Bjerkøya telt 267 inwoners (2007) en heeft een oppervlakte van 0,45 km². Het eiland is met een damweg verbonden met het vasteland.
Tot deze op 1 januari 2020 werd opgeheven maakte Bjerkøya deel uit van de gemeente Sande.